# Притобольне
Притобо́льне (рос. Притобольное) — село у складі Притобольного району Курганської області, Росія. Входить до складу Боровлянської сільської ради.
Населення — 319 осіб (2010, 447 у 2002).
Національний склад станом на 2002 рік:
- росіяни — 70 %
- казахи — 30 %